# Somnolencja
Somnolencja – patologiczna senność, postać łagodnych ilościowych zaburzeń świadomości.

## Objawy
- sen niezwiązany z dobowym rytmem snu i czuwania
- utrudniony kontakt z chorym

## Przyczyny
- czynniki toksyczne
- czynniki zakaźne
- organiczne uszkodzenia mózgowia